# ABU TV Song Festival 2013

Länder, die 2013 teilnahmen

Das ABU TV Song Festival 2013 war die zweite Ausgabe des jährlich stattfindenden ABU TV Song Festivals. Das Festival, welches kein Wettbewerb ist, fand am 26. Oktober 2013 im Opera House von Hanoi in Vietnam statt und fiel mit der 50. Generalversammlung der Asia-Pacific Broadcasting Union zusammen, welche vom 23. bis zum 29. Oktober 2013 gehalten wurde. Insgesamt nahmen fünfzehn Länder teil, vier davon machten dieses Jahr ihr Debüt, nämlich Brunei, der Iran, Kirgisistan und Thailand.

## Austragender Fernsehsender

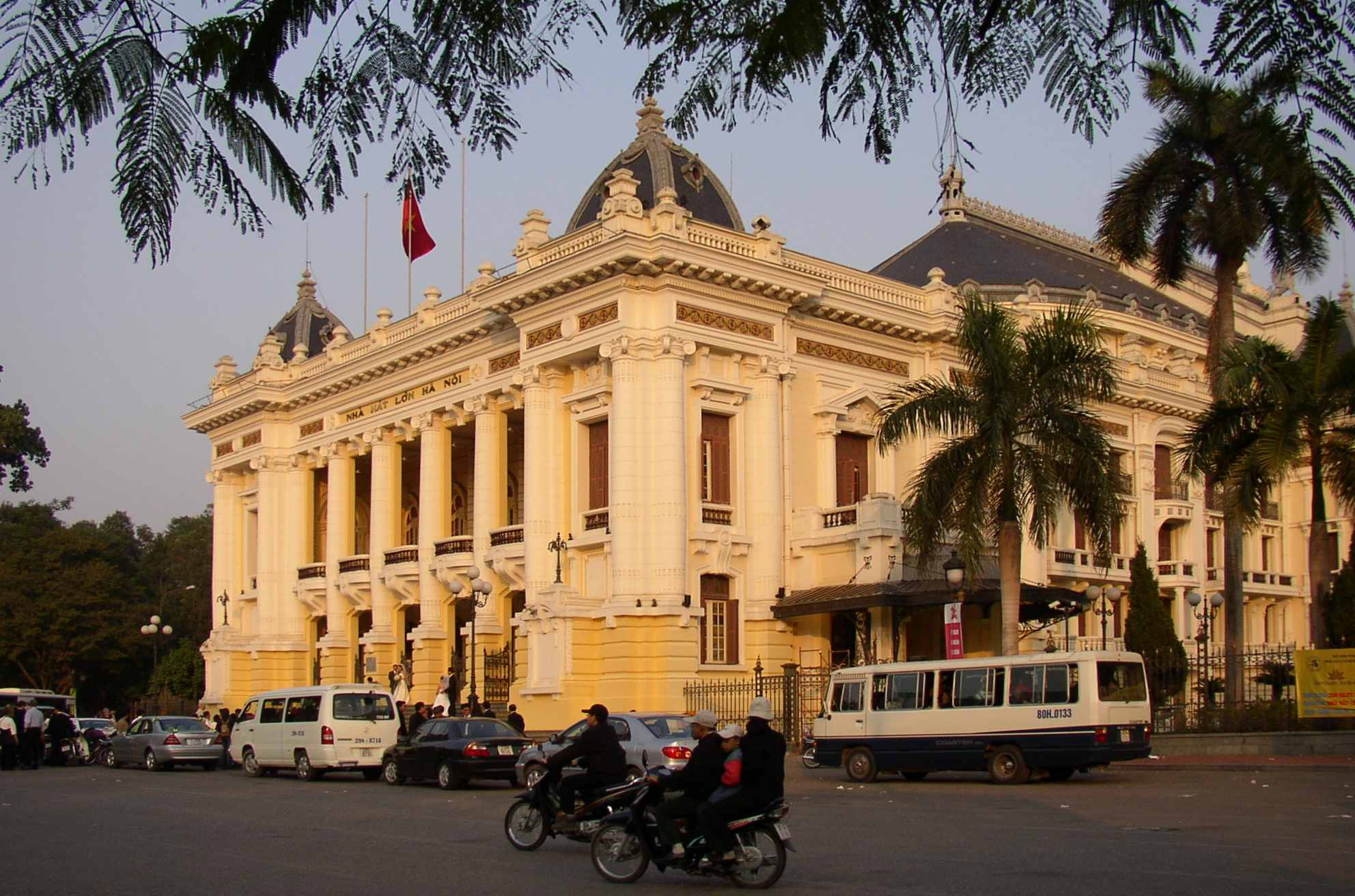
Das Opera House von Hanoi, Austragungsort des ABU TV Song Festivals 2013

Vietnam Television trug die zweite Ausgabe des jährlich stattfindenden Festivals aus.

## Teilnehmende Länder
Insgesamt nahmen fünfzehn Länder am ABU TV Song Festival 2013 teil.
| Startnr. | Land                | Sprache       | Interpret                           | Lied                                    | Ungefähre Bedeutung im Deutschen   |
| -------- | ------------------- | ------------- | ----------------------------------- | --------------------------------------- | ---------------------------------- |
| 01       | Thailand            | Thailändisch  | Kandy                               | Aeb Saeb                                | Versteckte Liebe, versteckter Spaß |
| 02       | Brunei              | Malaysisch    | Qeez Idrus                          | Salahkah Aku                            | Bin ich schuld?                    |
| 03       | Hongkong            | Mandarin      | Mag Lam (林欣彤)                    | Shi Jian (時間)                         | Zeit                               |
| 04       | Indonesien          | Indonesisch   | Putri & Shella                      | Mimpiku                                 | Mein Traum                         |
| 05       | Vietnam             | Vietnamesisch | Văn Mai Hương                       | Là em đó                                | Das bin ich                        |
| 06       | Australien          | Englisch      | Justice Crew                        | Boom Boom & Best Night (Mashup)         | Bumm-Bumm/Beste Nacht              |
| 07       | Malaysia            | Malaysisch    | Alyah                               | Kisah hati                              | Die Geschichte eines Herzes        |
| 08       | Iran                | Persisch      | Mohsen Mirzazadeh (محسن میرزازاده)  | Arman (رمان)                            | Wunsch                             |
| 09       | Kirgisistan         | Kirgisisch    | Tola Tursunaliev (Тола Турсуналиев) | Enekeme (Энэкеме)                       | Meine Mutter                       |
| 10       | Japan               | Japanisch     | May’n (メイン)                      | ViViD                                   | Sichtbar                           |
| 11       | Sri Lanka           | Englisch      | Sarith & Surith                     | Together, Forever                       | Zusammen, für immer                |
| 12       | Singapur            | Tamil         | Shabir                              | Maybe                                   | Vielleicht                         |
| 13       | Afghanistan         | Dari          | Shahzad Adeel (شهزاد عادل)          | Ma Ba Tu'em (ما به تو ایم)              | Wir sind bei dir                   |
| 14       | Volksrepublik China | Mandarin      | Splendid7                           | Ài ràng wǒmen zài yīqǐ (爱让我们在一起) | Liebe wird uns zusammenhalten      |
| 15       | Südkorea            | Koreanisch    | Sistar                              | Give It to Me                           | Gib’s mir                          |

## Übertragung
Jedes teilnehmende Land wurde darum gebeten, die Veranstaltung während ihres Sendeprogramms, zusammen mit eingeblendeten Kommentaren und Informationen zum Festival in der Landessprache, auszustrahlen.
- Afghanistan – RTA
- Australien – SBS Two (9. November 2013)[18]
- Brunei – RTB
- Volksrepublik China – CCTV-15 (20. Dezember 2013)
- Hongkong – TVB J2 (7. Dezember 2013)
- Indonesien – TVRI (23. November 2013)
- Iran – IRIB
- Japan – NHK
- Kirgisistan – KTRK
- Malaysia – TV2 (26. Dezember 2013)
- Singapur – MediaCorp Suria
- Südkorea – KBS (23. November 2013)
- Sri Lanka – Sirasa TV
- Thailand – NBT[19]
- Vietnam – VTV1 (26. Oktober 2013, Liveübertragung)[20]